# Rhynchospora fusca
Rhynchospora fusca — вид квіткових рослин родини осокових (Cyperaceae). Ареал: Європа (Данія, Фінляндія, Велика Британія, Ірландія, Норвегія, Швеція, Австрія, Бельгія, Швейцарія, Чехія, Німеччина, Нідерланди, Польща, Словаччина, Росія, Естонія, Литва, Латвія, Хорватія, Італія, Словенія, Іспанія, Франція), Північна Америка (Канада, пн.-сх. США).

## Екологія
Населяє зазвичай болота й торфовища, але також росте на піску берегів ставків і просоченнях.

## Біоморфологічна характеристика
Багаторічна рослина, 10–35 см, гола, з довгою повзучим кореневищем. Стеблини (10)15–25(35) см, ізольовані або зближені в пучок, більш тонкі, облистнені. Листки лінійно-щетинчасті (0.5–1 мм ушир), майже гладкі, коротші за стебла, здебільшого прикореневі або майже прикореневі. Колосочки темно-коричневі, 4–6 мм завдовжки. Тичинок 3. Сім'янки 1–1.3 × 0.8–1.1 мм, в обрисі оберненояйцевидні, гладкі, хоча клітини епідермісу добре помітні, коричневі, рідше солом'яні Цвітіння: травень — серпень.